# Johann von Hinke
Johann von Hinke (německy Johann Evangelist Gustav Edler von Hinke) (3. června 1837 Verona – 24. dubna 1904 Vídeň) byl rakousko-uherský admirál. U c. k. námořnictva sloužil od roku 1853 a jako nižší důstojník se vyznamenal v několika námořních válkách. Absolvoval cestu kolem světa a v roce 1895 byl povýšen do šlechtického stavu. Svou kariéru završil jako velitel námořní základny v Pule (1898–1901) a v roce 1901 byl penzionován v hodnosti admirála.

## Biografie

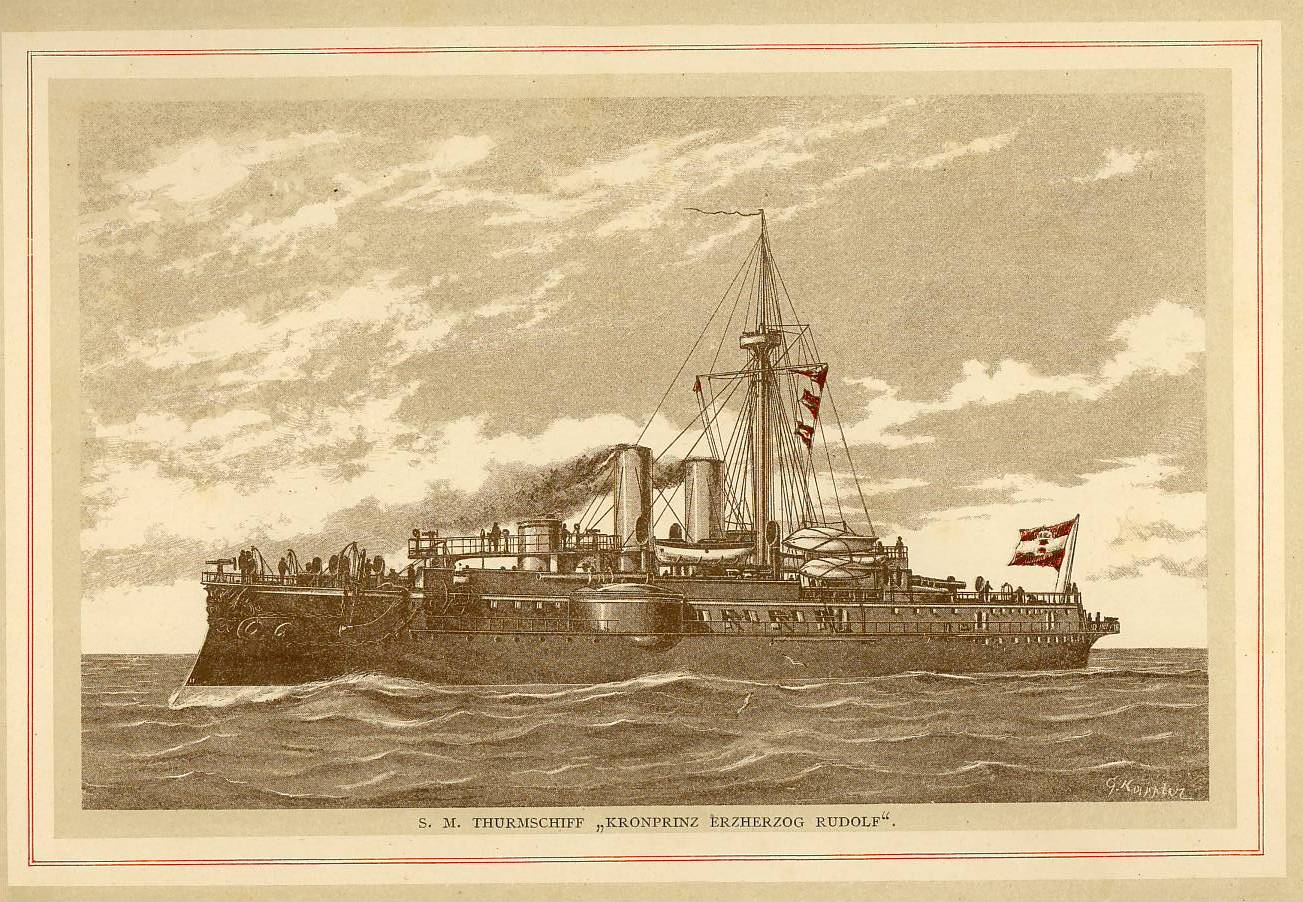
Obrněná loď SMS Kronprinz Erzherzog Rudolf, vlajková loď kontradmirála Hinkeho na jeho cestě po Evropě (1890)

Byl synem státního úředníka Antona Hinkeho. V letech 1850–1853 studoval na C. k. námořní akademii v Terstu a v roce 1853 vstoupil jako kadet k námořnictvu. Vystřídal službu na různých lodích a v roce 1856 získal hodnost praporčíka, téhož roku na fregatě Radetzky absolvoval cestu do Anglie. V roce 1859 se zúčastnil války se Sardinií a v roce 1861 byl povýšen na poručíka. Byl velitelem menších plavidel typu dělových člunů, kromě služby na moři vykonával také povinnosti v přístavech Benátky, Terst nebo Pula. Jako první důstojník na dělovém člunu Dalmat se zúčastnil dánsko-německé války (1864) a během války s Itálií vynikl v bitvě u Visu (1866). Na korvetě Fasana absolvoval v letech 1871–1873 cestu na Dálný východ, po návratu byl přidělen k arzenálu v Pule a v roce 1874 byl povýšen na korvetního kapitána.
K datu 1. listopadu 1879 byl povýšen do hodnosti fregatního kapitána a v letech 1879–1881 byl vojenským referentem námořní základny v Pule. Mezitím se na výcvikových lodích Adria a Minerva věnoval přípravě kadetů námořnictva. V roce 1884 získal hodnost kapitána řadové lodi (Linien-Schiffs-Capitän) a v letech 1886–1889 byl přednostou obchodního oddělení v námořní sekci na ministerstvu války ve Vídni. V roce 1889 v hodnosti komodora převzal velení obrněné lodi SMS Erzherzog Albrecht spolu s velením 1. námořní divize.
Dne 1. listopadu 1889 byl povýšen do hodnosti kontradmirála a s vlajkovou lodí SMS Kronprinz Erzherzog Rudolf se v roce 1890 vydal do Baltského moře, kde se na pozvání císaře Viléma II. zúčastnil manévrů německého císařského námořnictva. Po manévrech zakotvil v přístavech v Dánsku a Švédsku, na zpáteční cestě navštívil Londýn, kde byl přijat královnou Viktorií, poslední zastávky byly ve Francii a Itálii. V letech 1891–1894 zastával funkci vojenského velitele námořní základny v Pule, poté byl velitelem eskadry. V této funkci se v letech 1897–1898 zúčastnil mezinárodní blokády Kréty a 1. května 1898 dosáhl hodnosti viceadmirála. Nakonec byl v letech 1898–1901 vrchním velitelem válečného přístavu v Pule s nárokem na oslovení Excelence. Ke dni 1. listopadu 1901 byl penzionován s titulární hodností admirála.
Poslední roky života strávil v Ronchi dei Legionari poblíž Terstu, kde zakoupil vilu. Zemřel náhle při návštěvě Vídně 24. března 1904 ve věku 66 let a k pohřbení bylo jeho tělo převezeno do Ronchi dei Legionari.

## Řády a vyznamenání
V roce 1895 byl povýšen do šlechtického stavu s titulem Edler von. Během služby u námořnictva získal řadu vyznamenání v Rakousku-Uhersku i v zahraničí, velkou část z nich obdržel během cesty po Evropě v letech 1890–1891 spojené s manévry německého námořnictva.

### Rakousko-Uhersko
- Válečná pamětní medaile (1864)
- Vojenský záslužný kříž s válečnou dekorací (1866)
- Válečná medaile (1873)
- Služební odznak pro důstojníky III. třídy (1878)
- Řád železné koruny III. třídy (1889)
- Služební odznak pro důstojníky II. třídy (1893)
- rytířský kříž Leopoldova řádu (1897)
- Řád železné koruny II. třídy (1898)
- Jubilejní pamětní medaile (1898)
- velkokříž Řádu Františka Josefa (1901)

### Zahraničí
- důstojnický kříž Řádu Spasitele (1867, Řecko)
- rytíř I. třídy Řádu slávy (1871, Tunisko)
- Řád Medžidie III. třídy (1875, Osmanská říše)
- Řád bílého slona I. třídy (1875, Siamské království)
- Řád knížete Danila I. I. třídy (1880, Černá Hora)
- Řád červené orlice II. třídy (1891, Německo)
- komandér Řádu meče (1891, Švédsko)
- komandér Danebrožského řádu (1891, Dánsko)
- velkokříž Řádu avizských rytířů (1891, Portugalsko)
- velkodůstojník Řádu rumunské koruny (1896, Rumunsko)
- Řád svaté Anny I. třídy (1899, Rusko)
- velkokříž Řádu italské koruny (1899, Itálie)
- Řád pruské koruny I. třídy (1899, Německo)